# Christopher Linke
Christopher Linke (Potsdam, 24 de octubre de 1988) es un deportista alemán que compite en atletismo, especialista en la disciplina de marcha.
Ganó una medalla de plata en el Campeonato Europeo de Atletismo de 2022, en la prueba de 35 km. Participó en tres Juegos Olímpicos de Verano, entre los años 2012 y 2020, ocupando el quinto lugar en Río de Janeiro 2016 y en Tokio 2020, en la prueba de 20 km.

## Palmarés internacional
| Campeonato Europeo | Campeonato Europeo | Campeonato Europeo | Campeonato Europeo |
| Año                | Lugar              | Medalla            | Prueba             |
| ------------------ | ------------------ | ------------------ | ------------------ |
| 2022               | Múnich (Alemania)  | Medalla de plata   | 35 km marcha       |